# Grethe Henriksen
Grethe Henriksen er en tidligere dansk atlet. Hun var medlem af AIK 95 (-1945) og Københavns IF (1946-).

## Danske mesterskaber
- Bronze 1946 Længdespring 4,95
- Sølv 1945 Længdespring 5,01
- Bronze 1945 Spydkast 34,74